# آریگاس
آریگاس (به فرانسوی: Arrigas) یک کمون در فرانسه است که در canton of Alzon واقع شده‌است. آریگاس ۲۰٫۲۸ کیلومتر مربع مساحت دارد ۵۰۰ متر بالاتر از سطح دریا واقع شده‌است.